# Scheloribatidae
Scheloribatidae zijn  een familie van mijten. Bij de familie zijn 49 geslachten met circa 490 soorten ingedeeld.